# Dieter Kuhn (Sinologe)
Dieter Kuhn (* 29. Mai 1946 in Karlsruhe; † 21. März 2024) war ein deutscher Sinologe und Fachautor. Er war von 1988 bis 2009 als Professor Inhaber des Lehrstuhls für Sinologie an der Universität Würzburg.

## Leben und Beruf
Dieter Kuhn machte zunächst eine Ausbildung als Textilbetriebswirt und studierte ab dem Wintersemester 1970 dann Chinesische Sprache und Chinesische Kultur in Heidelberg, Köln und an der Nationalen Taiwan-Normaluniversität in Taipeh. 1977 wurde er an der Universität Köln promoviert. Ende der 1970er-Jahre war er das erste Mal in dem damals noch sehr verschlossenen China. Er habilitierte sich 1985 an der Freien Universität Berlin in Sinologie, erhielt anschließend ein Heisenberg-Stipendium und war als wissenschaftlicher Mitarbeiter in Cambridge und in Heidelberg tätig. 1988 wurde er auf den Lehrstuhl für Sinologie der Universität Würzburg berufen, der heute Teil des „Instituts für Kulturwissenschaften Ost- und Südasiens – Sinologie“ ist.
Kuhn wurde unter anderem durch seinen Beitrag zu Joseph Needhams (Hrsg.) Science and Civilisation in China, Cambridge 1988, international bekannt und gilt als einer der „renommiertesten Fachleute(n) textiler Technologien“ der Seidenherstellung und -verarbeitung. Außer seiner Lehrtätigkeit initiierte und führte er bedeutende Forschungsprojekte durch, die unter anderem von der Deutschen Forschungsgemeinschaft gefördert wurden. Darüber hinaus veranstaltete er internationale Fachkonferenzen, wie zum Beispiel im November 1999 zum Thema „Die Gegenwart des Altertums“.
Mitte der 1990er-Jahre richtete Kuhn gemeinsam mit der Wirtschaftswissenschaftlichen Fakultät der Würzburger Universität am Institut für Sinologie das anfängliche Pilotprojekt und heutige Studienelement „Chinesisch für Wirtschaftswissenschaftler“ ein, in dem unter anderem Grundkenntnisse der modernen chinesischen Sprache und der speziellen Terminologie des Wirtschaftslebens vermittelt werden und das Hörern aller Fakultäten offensteht. Anfang der 2000er-Jahre initiierte und entwickelte er den bundesweit bislang einzigartigen Studiengang „Modern China“ an der Universität Würzburg, der seinen Fokus auf wirtschaftsbezogene Themen richtet sowie ein Auslandssemester an der Peking-Universität beinhaltet.
Kuhn betätigte sich auch als Fachautor und veröffentlichte zahlreiche Fachbeiträge und Fachbücher zu geschichtlichen, kulturgeschichtlichen und wirtschaftlichen Themen Chinas. Dabei fanden insbesondere seine Beiträge zur chinesischen Technikgeschichte international Anerkennung. Er war Herausgeber der Reihe Würzburger Sinologische Schriften, die seit 1990 erscheint.
Im Jahr 2009 wurde Dieter Kuhn emeritiert.

## Arbeitsgebiete
Kuhns Arbeitsgebiete in Lehre und Forschung waren:
- die vormoderne und moderne Geschichte Chinas: Geschichte des 20. Jahrhunderts / Geschichte der Song-Dynastie (960–1279)
- Kulturgeschichte: Dokumente der materiellen Kultur aller Epochen / Textquellen unter besonderer Berücksichtigung archäologischer Zeugnisse / Untersuchung der Wahrnehmung des chinesischen Altertums in der chinesischen Zivilisation
- Geschichte der Technologie: Probleme der technologischen Entwicklung Chinas und des Technologietransfers / Textiltechnologie

## Veröffentlichungen (Auswahl)
- Chinese Baskets and Mats. Steiner, Wiesbaden 1980, ISBN 3-515-03351-3. (englisch)
- Die Song-Dynastie, 960 bis 1279: Eine neue Gesellschaft im Spiegel ihrer Kultur. Acta Humaniora, Weinheim 1987, ISBN 3-527-17562-8.
- Zur Entwicklung der Webstuhltechnologie im alten China. kommentierte Übersetzung der entsprechenden Kapitel der Geschichte der chinesischen Textilwissenschaft und Textiltechnik. Das Altertum, Zhongguo fangzhi kexue jishu shi (gudai bufen), Edition Forum, Heidelberg 1990, ISBN 3-927943-01-0.
- mit Helga Stahl: Annotated Bibliography to the Shike-shiliao-xinbian, Shike-shiliao-xinbian, (New edition of historical materials carved on stone). Edition Forum, Heidelberg 1991, ISBN 3-927943-04-5. (englisch)
- als Hrsg.: Arbeitsmaterialien aus chinesischen Ausgrabungsberichten (1988–1991) zu Gräbern aus der Han- bis Tang-Zeit. Edition Forum, Heidelberg 1992, ISBN 3-927943-06-1.
- Die Republik China von 1912 bis 1937: Entwurf für eine politische Ereignisgeschichte. In: Dieter Kuhn (Hrsg.): Würzburger Sinologische Schriften, Edition Forum. 3. Auflage. Heidelberg 2007, ISBN 3-927943-25-8 (uni-wuerzburg.de [PDF]).
- als Hrsg., mit Ina Asim: Chinas goldenes Zeitalter. Die Tang-Dynastie (618–907 n. Chr.) und das kulturelle Erbe der Seidenstrasse. Edition Braus, Heidelberg 1993, ISBN 3-89466-069-4. (Ausstellungskatalog; Museum für Kunst und Kulturgeschichte der Stadt Dortmund, 2. August bis 21. November 1993. Eine Ausstellung der Kultur und Projekte Dortmund GmbH und des Initiativkreises Ruhrgebiet in Zusammenarbeit mit der Auslandsgesellschaft für Archäologische Ausstellungen der Provinz Shaanxi, Xi’an, Volksrepublik China.)
- als Hrsg.: Burial in Song China. Edition Forum, Heidelberg 1994, ISBN 3-927943-09-6.
- als Hrsg., mit Ina Asim: Beamtentum und Wirtschaftspolitik in der Song-Dynastie. Edition Forum, Heidelberg 1995, ISBN 3-927943-11-8.
- A place for the dead. An archaeological documentary on graves and tombs of the Song dynasty (960–1279). Edition Forum, Heidelberg 1996, ISBN 3-927943-15-0. (englisch)
- Die Kunst des Grabbaus. Kuppelgräber der Liao-Zeit (907–1125). Edition Forum, Heidelberg 1997, ISBN 3-927943-16-9.
- How the Qidan reshaped the tradition of the Chinese dome-shaped tomb. Edition Forum, Heidelberg 1998, ISBN 3-927943-18-5. (englisch)
- Der Zweite Weltkrieg in China. Duncker u. Humblot, Berlin 1999, ISBN 3-428-09731-9.
- mit Angelika Ning und Hongxia Shi: Markt China. Grundwissen zur erfolgreichen Marktöffnung. Oldenbourg, München u. a. 2001, ISBN 3-486-25595-9.
- mit Helga Stahl (Hrsg.): Die Gegenwart des Altertums. Formen und Funktionen des Altertumsbezugs in den Hochkulturen der Alten Welt. Edition Forum, Heidelberg 2001, ISBN 3-927943-22-3.
- mit Dagmar Schäfer: Weaving an economic pattern in Ming times (1368–1644). The production of silk weaves in the state-owned silk workshops. Edition Forum, Heidelberg 2002, ISBN 3-927943-23-1. (englisch)
- mit Helga Stahl (Hrsg.): Perceptions of Antiquity in Chinese Civilization. Edition Forum, Heidelberg 2008, ISBN 978-3-927943-29-2. (englisch)
- Age of Confucian Rule: The Song Transformation of China. Harvard University Press, 2009, ISBN 978-0-674-03146-3. (englisch)
- als Hrsg.: Chinese Silks. Yale University Press 2012, ISBN 978-0-300-11103-3. (englisch)
- Ostasien bis 1800. S. Fischer, Frankfurt am Main 2014.